# هونغ جي هي
هونغ جي هي (بالكورية: 홍지희)‏ هي ممثلة كورية جنوبية. ولدت يوم 27 يوليو 1988 في سول في كوريا الجنوبية.

## روابط خارجية
- هونغ جي هي على موقع IMDb (الإنجليزية)
- هونغ جي هي على موقع IMDb (الإنجليزية)
- هونغ جي هي على موقع قاعدة بيانات الفيلم (الإنجليزية)
- هونغ جي هي على موقع كينوبويسك (الروسية)